# 造東大寺司
造東大寺司（ぞうとうだいじし）は、奈良時代（8世紀後半）に置かれた造寺司の一つ。東大寺の造営とその付属物の製作や写経事業を担当した令外官で、天平20年（748年）に設置され、延暦8年（789年）に停廃された。政所・木工所・造瓦所・鋳所・写経所・造物所・造仏所・甲賀・田上山作所・泉津木屋所など、多くの所からなる現業官司の巨大な集合体で、最盛期には「省」に匹敵する規模を誇った。管下の東大寺写経所が残した文書群である正倉院文書により、活動の一端が窺われる。

## 概要

### 創成期
写経部門の前身は、神亀4年（727年）から見える藤原安宿媛（光明皇后）発願の写経所で、皇后宮職写経所・写経司・金光明寺写経所を経て、天平19年（747年）に金光明造仏所（造物所）に組み込まれた。
営繕部門の前身は、天平16年（744年）に初見する金光明寺造仏所で、翌17年（745年）の平城還都にともない、造営場所を平城京東辺に移された東大寺盧舎那仏像の建立を担当し、金光明寺造仏司と改称している。
「造東大寺司」の名前は、「天平廿年（748年）七月廿四日」の「東大寺写経所案」の末尾に、佐伯今毛人が造東大寺司次官と見えるのが初見である。「天平廿年九月七日」の「造東大寺司解案」の署名者の多くが、天平十八年（746年）十一月一日の「金光明寺造物所告朔解案」の署名者と同じであることより、その前身は「金光明造物所」であることが裏付けられている。「金光明寺造物所」の名称は、天平廿年七月廿九日の同所の経師召文案にも見え、造東大寺司と造金光明寺造物所の名前は短期間ではあるが併存していたことになる。
上述の「天平廿年九月七日」の「造東大寺司解案」によると、佐伯今毛人が「次官」となっており、長官の地位にいた市原王の肩書きが「玄蕃頭」で、ほかの同様の文書でも「玄蕃頭」あるいは「知事玄蕃頭」としか記されていない。例外的に「長官」と記されたものもあるが、長官の肩書きで署名はしてはいない。このことから、設立当初は長官は正式には不在で、次官の佐伯今毛人が実質的な責任者であったことが窺われる。
設立当初の首脳部は、上記のように長官を欠員として、知事を玄蕃頭兼備中守兼写経司長官の市原王が、次官を大倭少掾の佐伯今毛人が、造仏長官を国君麻呂がそれぞれ務めるという構成で、令制の寮に近いものだった。「天平勝宝四年（752年）七月十七日」の「造東大寺司解」によると、「判官・主典」各4名が見える。天平勝宝2年（750年）の規模は官人・優婆塞で一等33人、二等204人、3等434人の計671人にのぼっている。
正式に長官が任命されたのは天平勝宝7歳（755年）になってからで、この年の「正月廿五日」の「造東大寺司政所符」に、佐伯今毛人が「長官」として見えており、前年の「天平勝宝六年（754年）十二月卅日」の政所符には「次官」とあるので、翌年正月に長官に就任したものと思われる。この時から、正式に造東大寺司は四等官制になっている。
なお、『続日本紀』には、天平21年（749年）4月、「東大寺の人等に二階加へ賜ひ」とあるが、市原王の場合は、天平15年（743年）5月の従五位下から、天平21年を改元した天平感宝元年（749年）4月に従五位上に昇叙しているところから、この宣命による叙位には預かっていないことが分かる。次官の佐伯今毛人は、丹裏古文書第34号内包裏文書によると「（天平）廿一年四月一日特授六階」とあり、同年の「二階加叙」によって、従七位上」から一気に正六位上になり、さらに『続紀』によると、同年（天平勝宝）元年12月には従五位下に昇叙されている。このことから、東大寺造営について、佐伯今毛人の手腕と功績が大きく認められていることが知られている。また、判官以下の官人の昇叙については不明なところが多いが、丹裏古文書第57号内包裏文書及び同第39号外包括紙紐裏文書によると、長上路虫麻呂はこの時に二階昇叙され、従八位上から正八位上になっている。また、同第43号裏文書では、造東大寺司の官人で、右京の人が同日に従八位上から二階昇叙されている。以上のように、宣命にいう「二階加賜」が確実に実施されていることが分かり、ほかの造東大寺司の官人も同様であったことが推察される。
翌天平勝宝2年（750年）正月に、「造東大寺の官人已下優婆塞の、一等卅三人に位三階を叙す。二等二百四人に二階。三等四百卅四人に一階」ともあり、東大寺造営に従事する官人らに対して、功績により同じようなことが行われたようである。

### 全盛期から末期
天平宝字6年（762年）頃から造東大寺司の規模は拡大し、機構も複雜化してゆく。下部機構には政所、大炊厨所、造仏所、木工所、絵所、鋳所、造瓦所などが属し、写経部門は写経所が担い、臨時の造営・営繕・資材調達機関として造石山寺所（写経所つき）、造香山薬師寺所、甲賀山作所、田上山作所、高嶋山作所、泉津木屋所などが設けられた。
これらの「所」には、主典・史生・舎人がそれぞれ別当・案主・領として事務を管掌しており、営繕部門では技術官の雑工（大工・長上工・番上工）が配備され、匠丁、雇工を指揮し、写経所には経師・装潢・校生などが所属している。ほかにも優婆塞・知識人も参加し、仕丁及び一定の功賃の支給を受ける雇夫・雇女・奴婢など多数の役民が参加している。官人身分の史生・舎人・雑工・経師には、造東大寺司所属の司人・司工のほか、諸識寮の舎人や図書寮書生・画工司画工など、ほかの官司からの出向者が多く、雇工・雇夫・雇女の比里が高いことと考え合わせると、臨時設置の造営・写経官司の特徴を表している。
岸俊男によると、造東大寺司の官人任命には当時の政治的推移が反映されているとされ、天平勝宝8歳（756年）から翌年にかけて藤原仲麻呂の反対派が更迭されて親仲麻呂派の官人が増加しているが、天平宝字7年（763年）頃からは逆に仲麻呂派が左遷されるという現象が起きている。
造東大寺司の基本的な財源は封戸物であり、そのために造東大寺司の官人は流通経済とも深く結びつき、東大寺領荘田の経営にも関与した。天平宝字4年（760年）前後は仲麻呂の政策により東大寺領はかなり抑圧され、それにより仲麻呂が凋落した天平宝字末年より、封戸・荘田の管理などの経営の主体が東大寺を統轄する三綱へと移行したことが明らかになっている。造東大寺司は、東大寺の主要部の造営がほぼ完了した延暦8年（789年）3月に停廃され、以後は規模を縮小させつつ、三綱管轄下の東大寺造寺所（造東大寺所）に職務が継承され、平安時代中期（11世紀前半）には「東大寺修理所」という寺営工房に転換していった。
なお、造東大寺司関係の文書のうち、造石山寺所と東大寺写経所に集積されていた文書群とその紙背文書群は東大寺の正倉院に保存され、『正倉院文書』へと繋がっている。